# Deborah May
Deborah „Debbie“ Sue May (* 1948, 1949 oder 1950 in Remington, Indiana) ist eine US-amerikanische Film-, Fernseh- und Theaterschauspielerin.

## Leben
May besuchte die Indiana University und gewann 1970 den Schönheitswettbewerb Miss Indiana.
Sie spielte seit den 1970er Jahren in Theateraufführungen sowie in zahlreichen Filmen und Fernsehserien. Bekannt ist sie für ihre Fernsehrollen Terri Valere in Chefarzt Dr. Westphall (1985–1986), Dana Benson in Murder One (1995–1996), Melanie Parrish in Die Larry Sanders Show (1992–1998), Iris in Zeit der Sehnsucht (2002) und Mary Cain in Emergency Room – Die Notaufnahme (1996–2002). Sie hatte etliche weitere Auftritte in Fernsehserien, wie etwa in Die Straßen von San Francisco (1973), Springfield Story (1980/1983), Twilight Zone (1986), L.A. Law – Staranwälte, Tricks, Prozesse (1988/1990), Küß’ mich, John (1993), Star Trek: Deep Space Nine (1993), Star Trek: Raumschiff Voyager (1997), Gideon's Crossing (2001), Boomtown (2002) und Malcolm mittendrin (2005).
Filme, in denen sie spielte, sind unter anderem The Taming of the Shrew (1976), Die Frau in Rot (1984), Johnny be Good (1988), Jail Force (1992), Nurse Betty (2000) und The Kid – Image ist alles (2000).
Sie war auch als Regisseurin und neben Diana Boernstein als Drehbuchautorin für den 1981 veröffentlichten Kurzdokumentarfilm You Have Struck a Rock! tätig, der über den besonderen Beitrag der südafrikanischen Frauen für den gewaltfreien Widerstand gegen die Apartheid berichtet. Der Film gewann 1983 auf dem Amiens International Film Festival, zusammen mit Ana Maria Garcias Kurzdokumentarfilm La Operación, die Auszeichnung Golden Unicorn in der Kategorie bester Kurzfilm.
Seit 1983 ist sie mit dem Schauspieler George DelHoyo verheiratet, mit dem sie zwei Kinder hat.

## Filmografie (Auswahl)

### Filme
- 1976: The Taming of the Shrew (Fernsehfilm)
- 1980: Die Chaotin und der Wolfmann (Mom, the Wolfman and Me, Fernsehfilm)
- 1983: Rage of Angels (Fernsehfilm)
- 1984: Die Frau in Rot (The Woman in Red)
- 1985: The Eagle and the Bear (Fernsehfilm)
- 1988: Why on Earth? (Fernsehfilm)
- 1988: Johnny be Good
- 1988: F.B.I. Mörder (In the Line of Duty: The F.B.I. Murders, Fernsehfilm)
- 1990: Die Patty-Duke-Story (Call Me Anna, Fernsehfilm)
- 1992: O Pioneers! (Fernsehfilm)
- 1992: Sexual Advances (Fernsehfilm)
- 1992: Jail Force (Caged Fear)
- 1995: A Walton Wedding (Fernsehfilm)
- 1995: The Other Mother: A Moment of Truth Movie (Fernsehfilm)
- 1996: Tomorrow Man – Retter aus der Zukunft (The Tomorrow Man, Fernsehfilm)
- 1996: Jimmys Tod – Und was kam danach? (After Jimmy, Fernsehfilm)
- 2000: Nurse Betty
- 2000: The Kid – Image ist alles (The Kid)

### Fernsehserien
- 1973: Die Straßen von San Francisco (The Streets of San Francisco, eine Folge)
- 1980/1983: Springfield Story (The Guiding Light, 2 Folgen)
- 1984: Falcon Crest (eine Folge)
- 1984: Hotel (eine Folge)
- 1985: Remington Steele (eine Folge)
- 1985–1986: Chefarzt Dr. Westphall (St. Elsewhere, 12 Folgen)
- 1986: Twilight Zone (eine Folge)
- 1987: Golden Girls (The Golden Girls, eine Folge)
- 1988/1990: L.A. Law – Staranwälte, Tricks, Prozesse (L.A. Law, 2 Folgen)
- 1989: Murphy Brown (eine Folge)
- 1991: Überflieger (Wings, eine Folge)
- 1992: Jake und McCabe – Durch dick und dünn (Jake and the Fatman, eine Folge)
- 1992–1998: Die Larry Sanders Show (10 Folgen)
- 1993: Küß’ mich, John (Hearts Afire, 2 Folgen)
- 1993: Seinfeld (eine Folge)
- 1993: Star Trek: Deep Space Nine (eine Folge)
- 1995–1996: Murder One (5 Folgen)
- 1996: Dark Skies – Tödliche Bedrohung (Dark Skies, eine Folge)
- 1996–2002: Emergency Room – Die Notaufnahme (ER, 7 Folgen)
- 1997: Star Trek: Raumschiff Voyager (Star Trek: Voyager, eine Folge)
- 1997: Ein Pastor startet durch (Soul Man, eine Folge)
- 1998: From the Earth to the Moon (Miniserie, eine Folge)
- 1999–2002: Zeit der Sehnsucht (Days of Our Lives, 4 Folgen)
- 2001: Gideon's Crossing (3 Folgen)
- 2002: Keine Gnade für Dad (Grounded for Life, eine Folge)
- 2002: The West Wing – Im Zentrum der Macht (The West Wing, eine Folge)
- 2002: Boomtown (2 Folgen)
- 2005: Malcolm mittendrin (Malcolm in the Middle, eine Folge)
- 2008: Cold Case – Kein Opfer ist je vergessen (Cold Case, eine Folge)
- 2009: Dirty Sexy Money (eine Folge)
- 2012: Last Man Standing (eine Folge)
- 2014–2015: The Last Ship (2 Folgen)
- 2016–2017: The Walking Dead (3 Folgen)
- 2020: 9-1-1 (eine Folge)
- 2021: Cobra Kai (eine Folge)